# Nová Ves (Děčín)
Nová Ves (německy Neudorf) je XX. část statutárního města Děčín. Nachází se na severozápadě Děčína. Nová Ves leží v katastrálním území Bynov o výměře 15,25 km². Z geografického hlediska se obec nachází mezi Děčínským Sněžníkem a Písečným vrchem, přičemž její nadmořská výška se pohybuje mezi 197–300 metry. Celá se nachází v povodí Jílovského potoka a kolem jejího východního okraje probíhá červená turistická stezka

## Historie
První písemná zmínka o vesnici pochází z roku 1654.

## Obyvatelstvo
Při sčítání lidu v roce 1921 ve vsi žilo 365 obyvatel (z toho 172 mužů), z nichž byli dva Čechoslováci, 362 Němců a jeden Žid. Kromě jedenácti evangelíků, čtrnácti členů nezjišťovaných církví a sedmi lidí bez vyznání byli římskými katolíky. Podle sčítání lidu z roku 1930 měla vesnice 391 obyvatel: dva Čechoslováky, 382 Němců a sedm cizinců. Většina (262 osob) se hlásila k římskokatolické církvi, ale žilo zde také 32 evangelíků, dva příslušníci nezjišťovaných církví a 95 lidí bez vyznání.
| | 1869 | 1880 | 1890 | 1900 | 1910 | 1921 | 1930 | 1950 | 1961 | 1970 | 1980 | 1991 | 2001 | 2011 |
| --- | ---- | ---- | ---- | ---- | ---- | ---- | ---- | ---- | ---- | ---- | ---- | ---- | ---- | ---- |
| Obyvatelé | 331  | 295  | 333  | 377  | 443  | 365  | 391  | 232  | 234  | —    | 195  | 209  | 216  | 204  |
| Domy | 41   | 44   | 45   | 47   | 53   | 54   | 58   | 58   | —    | —    | 49   | 57   | 57   | 59   |
| Údaje z roku 1970 jsou zahrnuty u místní části Bynov. Počet domů z roku 1961 je zahrnut v domech místní části Děčín. |      |      |      |      |      |      |      |      |      |      |      |      |      |      |

## Pamětihodnosti
- Dub u Vlčího jezera – památný strom, roste na okraji lesního porostu při lesní komunikaci k tzv. Vlčímu jezeru[8]